# Консоло, Эрнесто
Эрнесто Консоло (итал. Ernesto Consolo; 15 сентября 1864, Лондон — 21 марта 1931, Флоренция) — итальянский пианист и музыкальный педагог.

## Биография
Учился в Риме у Джованни Сгамбати, затем в Лейпциге у Карла Райнеке.
С 1890-х гг. активно концертировал в Италии, в 1896 г. предпринял гастроли по Германии и скандинавским странам, в 1905 г. выступал в Париже вместе со струнным квартетом Мориса Айо. В 1906—1909 гг. преподавал в Чикаго. В 1910—1913 гг. работал в Нью-Йорке, спорадически преподавал в Институте музыкального искусства. 22 февраля 1911 года выступил как солист в последнем концерте Густава Малера (программа была целиком посвящена новой итальянской музыке, Консоло солировал в концерте Джузеппе Мартуччи).
Вернувшись в Европу, некоторое время руководил школой пианистов в Женеве, выступал в дуэте с Марио Корти (этому дуэту посвящена скрипичная соната Ильдебрандо Пиццетти, 1919) и в составе фортепианного трио с Арриго Серато и Энрико Майнарди. В дальнейшем до конца жизни преподавал во Флоренции, где наиболее известным из его учеников стал Луиджи Даллапиккола, посвятивший памяти своего учителя Партиту для оркестра и сопрано (1932). У Консоло также учились Вера Лотар-Шевченко и Паоло Рио-Нарди. Продолжал концертировать и в 1920-е гг., принял участие в первых сезонах фестиваля «Флорентийский музыкальный май». Сочинял фортепианные пьесы, редактировал издание фортепианных сочинений Людвига ван Бетховена. После смерти Консоло некоторое время проводился конкурс молодых пианистов его имени, первым лауреатом стал в 1933 году Джино Горини.